# Lophocampa hyalinipuncta
Lophocampa hyalinipuncta là một loài bướm đêm thuộc phân họ Arctiinae, họ Erebidae.